# 共和新路

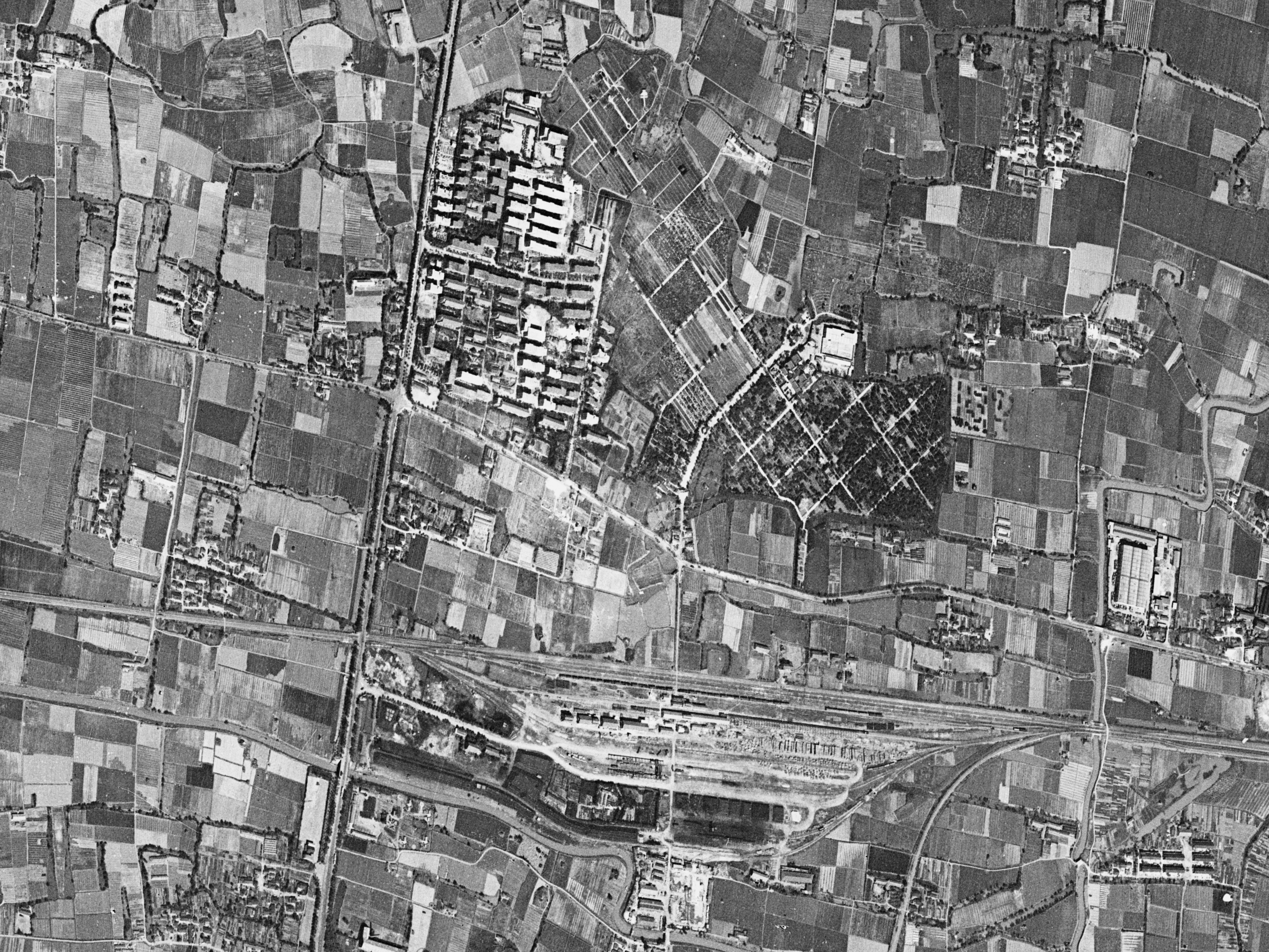
共和新路、彭浦新村和彭浦火车站（现北郊站）周围卫星图（1966年）

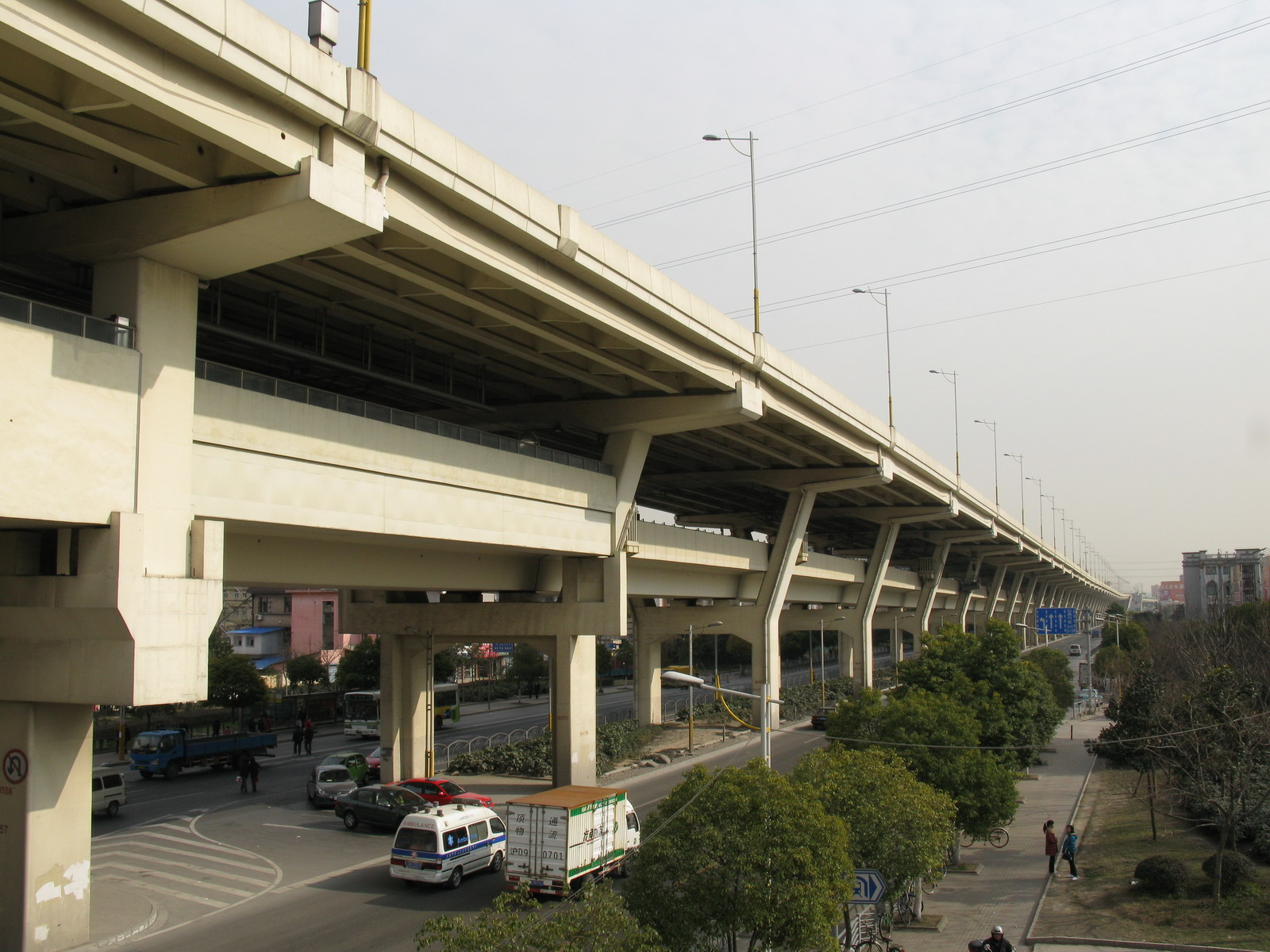
共和新路长江西路口（共和新路高架），该位置三层为高速公路，二层为轨道交通一号线，地面为辅道

共和新路是中国上海市跨靜安区（原閘北區）和宝山区的一条街道。南起苏州河桥接成都北路，北至薀藻浜桥接薀川路。总长11.13公里，宽17至45米。沿路主要为工厂区和工人住宅区。
共和新路的南段修筑于1920年，因南面跨沪宁铁路接共和路而得名。1957年到1959年，共和新路向北延伸，两侧兴建工业区。
共和新路与多条东西向道路交汇，包括天目中路、交通路、虬江路、中兴路、芷江西路、中山北路、延长路、广中路、灵石路、汶水路、场中路、共康路、长江西路等。上海轨道交通一号线北段沿共和新路延伸，设有多个车站：延长路站、上海马戏城站、汶水路站、彭浦新村站、共康路站、通河新村站、呼兰路站。

## 交会道路（南向北）
- 光复路
- 长安路
- 新民支路
- 大统路
- 天目中路
- 交通路
- 京江路
- 太阳山路
- 虬江路
- 永兴路
- 中兴路
- 中华新路
- 南山路
- 芷江西路
- 中山北路
- 柳营路
- 洛川中路、洛川东路
- 老沪太路
- 延长中路、延长路
- 大宁路
- 广中路
- 灵石路
- 彭江路
- 永和路、永和东路
- 汶水路
- 江场西路、江场路
- 场中路
- 闻喜路
- 临汾路
- 安泽路
- 汾西路
- 保德路
- 共康路
- 一二八纪念路
- 和康路
- 共江路
- 共泉路
- 长江西路
- 场北路
- 呼玛路
- 南蕰藻路
- 呼兰路